# Саботаж полювання
Саботаж полювання — це:

1. Різновид екологічного руху, метою якого є саботаж проведення спортивного полювання, а також ліквідація спортивного полювання як такого.

2. Один з напрямків екотажу.

## Історія виникнення
На початку 1960-х років у Великій Британії з'явилася нова радикальна екологічна організація, яка ставила за мету боротьбу з полюванням. Незабаром вона сформувалася в Асоціацію саботажників полювання. Поступово цей рух поширився у США, а також у ряді європейських країн. В Україні такі групи діють з початку 2000-х років, вони мають свої власні сайти, а також поширюють інформацію про свою діяльність на міжнародних сайтах. Одним з напрямів їх діяльності є знищення браконьєрських мисливських вишок у заповідниках і інших об'єктах природно-заповідного фонду, випуск антимисливської літератури, а також пікети проти полювання.

## Ідеологія
Ідеологією активістів саботажу полювання є біоцентризм і екоцентризм, згідно з якими отримувати насолоду від вбивства диких тварин грішно. Активісти руху вважають, що справжня людина повинна захищати слабких, у тому числі диких тварин, допомагати їм, а не вбивати.

## Ресурси Інтернету
- Ні — спортивному полюванню
- Hunt Saboteurs UK
- The American Hunt Saboteurs Association
- Hunt Saboteurs N. Ireland
- Hunt Saboteurs Ireland